# Заклинський Роман Гнатович
Заклинський Роман Гнатович (псевдоніми і криптоніми: Іван Гінза, Р. З., Роз., Ром. З., Ром. Закл.; 8 квітня 1852, с. Маріямпіль, тепер Галицький район Івано-Франківська область) — 20 березня 1931, с. Тростянець Яворівський район Львівська область) — український письменник, літературознавець, історик, етнограф, педагог, мемуарист, культурно-просвітницький діяч.
Брат Корнила і Леоніда Заклинських. Батько Богдана, Ростислава й Корнила Заклинських (загалом мав 9 синів).

## Життєпис
Середню освіту отримав у Станиславській цісарсько-королівській гімназії. Закінчив Львівський університет (1885).
Викладав у Львівській та Станиславівській учительських семінаріях (1891–1912).
Літературну діяльність почав як поет (рукопис «Пісні Романа Нечекая», 1866). Вів фольклорно-етнографічні нотатки (зафіксовані в його «Записнику» 1868–1870).
У Станиславові, зокрема, разом з Йосифом Чачковським, Теофілом Окуневським, Євгеном Желехівським, Мелітоном Бучинським і Леонідом Заклинським заснував Товариство «Бесіда». Також домігся відкриття в місті української гімназії (1905), сприяв заснуванню філії товариства «Просвіта» (1877) та осередку Українського педагогічного товариства «Рідна школа». Член-засновик Руського Товариства Педагогічного, секретар Головної управи «Рідної школи», бібліотекар «Просвіти» у Львові.
У 1905 році передав свою бібліотеку студентському самоосвітньому гурткові в Станиславові.
Був особисто знайомий з Б. Грінченком, О. Маковеєм, М. Павликом і листувався з ними.
Від 1912 жив у с. Крушине на Львівщині.

## Доробок
Автор статей із проблем освіти і виховання молоді в газетах «Діло», «Газета школьна», «Школьна часопись», «Ognisko domowe» (польською мовою) та ін., «Спомину про закладини філії „Просвіти“ в Станіславі», кількох підручників. Архів Заклинського, який зберігається у ЛНБ ім. В.Стефаника (ф. 48), містить чимало неопублікованих історико-літературних розвідок («Міжнародні відносини Австрії, Угорщини до північносхідних держав Європи», «Заклинський Корнило», «Про Закарпаття», «Хто був автором „Народних оповідань“ Марка Вовчка?», «Про Желехівського Євгена, вчителя в Станіславі», «Бандитизм на Угорській Руси» та ін.), а також «Фамілійні спогади» й «Щоденник». Дослідник творчості Ю.Федьковича, автор споминів про нього (1901), а також про П.Ніщинського (1903) та І.Нечуя-Левицького (1928). Дослідження Заклинського про «Слово о полку Ігоревім» (1906) високо оцінив Іван Франко.

### Твори
- Зверята шкодні і пожиточні в господарстві. — Львів, 1879
- Географія Руси, ч. 1: Русь Галицька, Буковинська і Угорська. — Львів, 1887
- З нашої етнографії. Бойки, гуцули, лемки. Львів, 1887;
- Руський буквар для народних шкіл. Львів, 1887;
- Про живооплоти і ліси. Львів, 1891;
- Наше лихолетє: Історичні оповідання. Львів, 1892;
- Чи можна Федьковича Косованом звати? (Слово в обороні правди). Львів, 1895;
- Спомини про Федьковича. «ЛНВ», 1901, т. 13, кн. 2;
- Спомини про Петра Ніщинського. Там само, 1903, т. 22, ч. 2;
- За слідами Федьковича: Записки з прогульки по Буковині. Там само, 1905, т. 31, 32, ч. 2;
- Пояснення одного темного місця в «Слові о полку Ігоревім». «ЗНТШ», 1906, т. 71, кн. 3;
- Те саме: окреме вид. Львів, 1906;
- Українські кольонії. Коломия, 1919.